# Guillem March
Pour les articles homonymes, voir March.
Guillem March, né en 1979 à Palma de Majorque, est un dessinateur de bande dessinée et de comics espagnol.

## Biographie
Après avoir travaillé pour les éditions Paquet et Dupuis, il est engagé par l'éditeur américain DC Comics. Là il dessine surtout des histoires qui se situent dans l'univers de Batman : Batman, Birds of Prey, Catwoman. Il continue dans le même temps à dessiner des séries pour Dupuis. Il reconnaît comme influence Neal Adams pour le dynamisme qu'il transcrit dans ses planches, Jean-Pierre Gibrat, Milo Manara.

## Œuvre

### Publications en français
- Jours gris, scénario et dessins de Guillem March, Paquet, 2008  (ISBN 978-2-88890-237-9)
- Souvenirs, scénario et dessins de Guillem March, Paquet, collection Blandice, 2004  (ISBN 2-940334-75-7)
- Catwoman, Urban Comics, collection DC Renaissance
  1. La Règle du jeu, scénario de Judd Winick, dessins de Guillem March, 2012  (ISBN 978-2-365-77045-3)
  2. La Maison de poupées, scénario de Judd Winick et Ann Nocenti, dessins de Guillem March et Adriana Melo, 2013  (ISBN 978-2-365-77203-7)
- Vampyres - Sable noir, Dupuis, 
  1.  Tome 2, scénario de Philippe Thirault, Jean-Paul Krassinsky, Marc Védrines et Alcante, dessins de Guillem March, Michel Durand et Matteo, 2009  (ISBN 978-2-80014-099-5)
- Monika, scénario de Thilde Barboni, dessins et couleurs de Guillem March, Dupuis
  1. Les Bals masqués, 56 pages, grand format, 2015 (DL 05/2015)  (ISBN 978-2-8001-6305-5)
  2. Vanilla dolls, 56 pages, grand format, 2015 (DL 09/2015)  (ISBN 978-2-8001-6306-2)
- The Dream, scénario de Jean Dufaux, Dupuis
  1. Jude, 2018
  2. Karmen, scénario et dessin de Guillem March, Dupuis, 2020

### Publications en anglais
- Batman, DC Comics
  1.  Batman: Last Rites - Last Days of Gotham, part 2 of 2, scénario d'Allen Nunis, dessins de Guillem March, 2009
  2.  Riddle me this: Black Magic Tricks, scénario de Tony Daniel, dessins de Guillem March, 2010
  3. Riddle me this: A Means to an End, scénario de Tony Daniel, dessins de Guillem March, 2010
  4.  Judgment on Gotham: One good Man, scénario de David Hine, dessins de Guillem March, 2011
  5. Judgment on Gotham: Secret Sin, scénario de David Hine, dessins de Guillem March, 2011
- Batman and Robin, DC Comics
  1.  The Streets run red: Ins and Outs, scénario de Judd Winick, dessins de Guillem March, 2011
- Batman: Battle for the Cowl, DC Comics
Battle for the Cowl, scénario de Fabian Nicieza et Tony Daniel, dessins de Mark McKenna, Alex Konat, Jamie McKelvie, Dustin Nguyen, Guillem March et Tony Daniel, 2010  (ISBN 978-1-401-22417-2)
Gotham Gazette: Batman alive?, scénario de Diogenes Neves, dessins de Dustin Nguyen, Jamie McKelvie, Chris Cross, Alex Konat et Guillem March, 2009
Gotham Gazette: Batman dead?, scénario de Fabian Nicieza, dessins de Dustin Nguyen, Jamie McKelvie, Chris Cross, Alex Konat et Guillem March, 2009
- Birds of Prey, DC Comics
  1.  The Death of Oracle: The Gauntlets and Guillotine, scénario de Gail Simone, dessins de Guillem March, 2011
- Catwoman, scénario de Judd Winick, DC Comics
  1. And most of the Costumes stay on, dessins de Guillem March, 2011
  2. I could say that I'll sleep better, but that's a lie, dessins de Guillem March, 2011
  3. No one can find any piece of me here, dessins de Guillem March, 2012
  4. You… still in the game ?, dessins de Guillem March, 2012
  5. This has got to be dirty, dessins de Guillem March, 2012
  6. Welcome to the hard way, dessins de Guillem March, 2012
  7. Mirrors come in all sizes, dessins de Guillem March, 2012
  8. And all that is left is for me, dessins de Guillem March, 2012
  9. It's nice to have someone I can rely on, dessins d'Adriana Melo, 2012
- Batman Detective Comics, DC Comics
  1.  Last Rites, Last Days Of Gotham (Part 1), scénario de Dennis O'Neil, dessins de Guillem March, 2009
- Gotham City Sirens, DC Comics
  1. Union, scénario de Paul Dini, dessins de Guillem March, 2009
  2. Girls talk, scénario de Paul Dini, dessins de Guillem March, 2009
  3. Riddle me this, scénario de Paul Dini, dessins de Guillem March, 2009
  4. Sans titre, scénario de Paul Dini, dessins de Guillem March, 2009
  5. Out of the Pest, scénario de Paul Dini, dessins de Guillem March, 2009
  6. Out of the Pest Part 2, scénario de Paul Dini, dessins de Guillem March, 2010
  7.  Sans titre, scénario de Paul Dini, dessins de Guillem March, 2010
  8. Pieces of the puzzle, scénario de Paul Dini, dessins de Guillem March, 2010